# Holy Fashion Group

Prägezeichen „Kreuz“ (dessen Mitte ausgeschnitten ist) – Strellson AG, Exponat des Museum für Professionelle Miniaturkunst Henryk Jan Dominiak in Tychy, 12 × 12 mm, aus Metalle

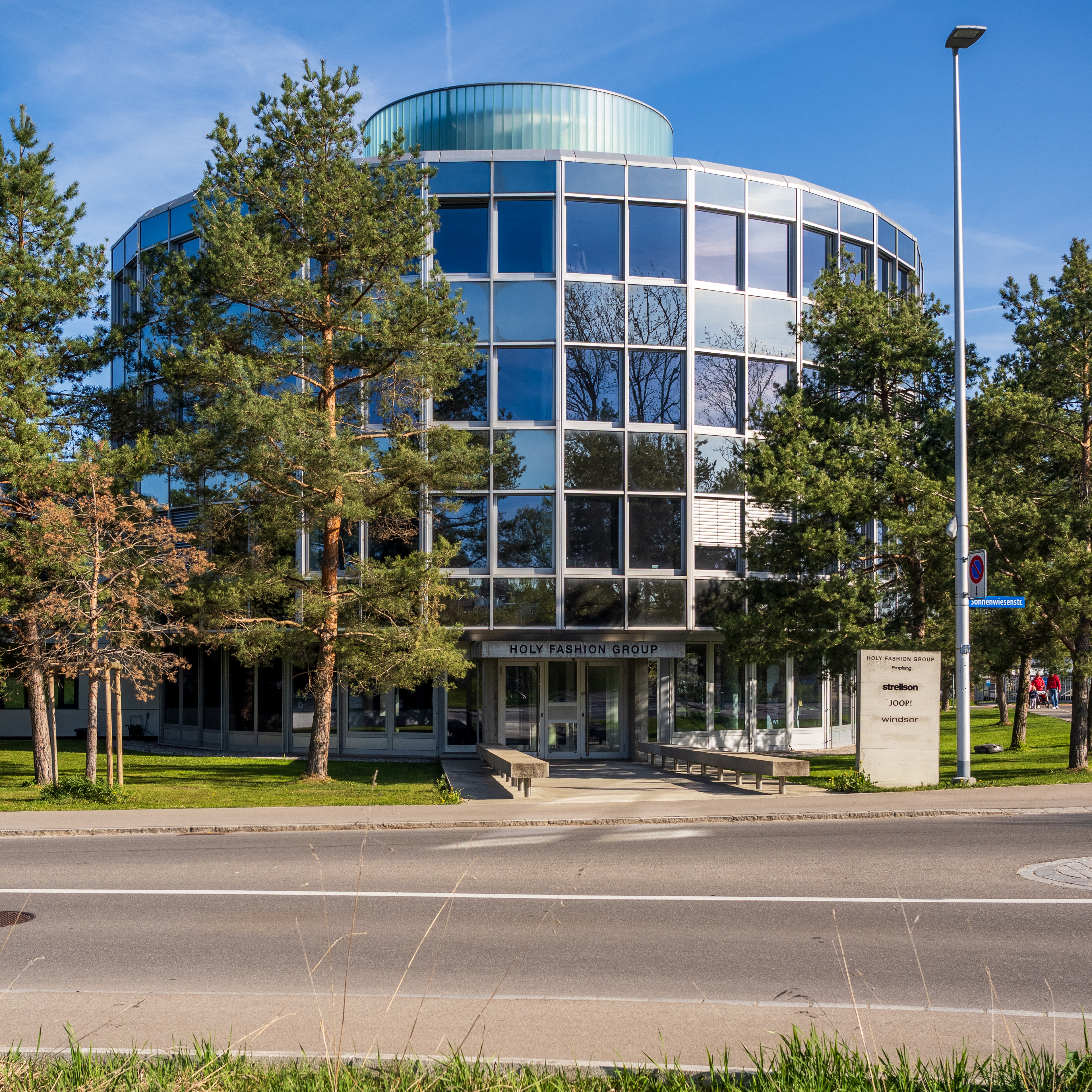
Bürogebäude der Holy Fashion Group in Kreuzlingen

Holy Fashion Group (Eigenschreibweise: HOLY FASHION GROUP) ist eine Eigenbezeichnung des Schweizer Modeunternehmens Strellson AG mit Sitz in Kreuzlingen TG. Das Unternehmen entwirft und vermarktet Herren- und Damenbekleidung der Marken strellson, JOOP! und windsor.

## Geschichte
Windsor.
1889 gründeten die Kaufleute Leo Roos und Isidor Kahn in Bielefeld die Herren-Kleiderfabrik Roos & Kahn. Das Unternehmen wurde 1960 vom geschäftsführenden Gesellschafter Günter Klasing übernommen und in Windsor Kleiderwerk G. Klasing KG umbenannt. 1983 wurde die Windsor Damen- und Herrenbekleidung GmbH durch die U. J. Textil Handels GmbH übernommen, die den einstigen Hugo-Boss-Inhabern, den Brüdern Jochen und Uwe Holy gehörte.
Strellson AG
1984 erwarben die Holy-Brüder die 1908 gegründete Kreuzlinger Mantelfabrik Friedrich Straehl & CO. AG, deren Markenname ab 1946 anglifiziert Strellson lautete, und wandelten sie in die Strellson AG um. Ab 1998 entwarf und produzierte die Strellson AG als Lizenznehmer auch Männermode der Marke Tommy Hilfiger (Produktlinie „Taylored Apparel“) für den europäischen Markt. Ausserdem übernahm das Unternehmen 2001 ein Drittel der JOOP! GmbH; die restlichen Anteile gingen an Egana Goldpfeil und an den Kosmetik-Konzern Coty Lancaster.
„Holy Fashion Group“
Nachdem sich die Geschäfte bei Windsor schlechter entwickelt hatten als erwartet, nahmen die Holy-Brüder eine Umstrukturierung ihrer Beteiligungen vor. Die Anteile an der Windsor GmbH gingen 2004 auf die Strellson AG über, die damit zur Holdinggesellschaft aller Holy-Textilaktivitäten („Holy-Gruppe“) wurde. Die Führung der Marke Windsor wurde zusammen mit den übrigen Marken am Strellson-Standort in Kreuzlingen gebündelt. Seit 2005 liegt die Verantwortung für alle Herrenmode-Aktivitäten in Kreuzlingen; die Windsor GmbH in Bielefeld entwarf und vermarktete seitdem nur noch Damenoberbekleidung der Marken Windsor und Joop. Der neu geformte Strellson-Konzern tritt seit 2005 unter dem Namen Holy Fashion Group auf.
2008 übernahm die Strellson AG auch die restlichen Joop-Anteile. Die Tommy Hilfiger Corporation kaufte ihre Lizenz Ende 2011 zurück und führt die Modelinie seit 2013 in Eigenregie fort. 2014 wurde der bisherige CEO Reiner Pichler durch Marcel Braun ersetzt. 2015 wurden die Damenoberbekleidungs-Marken nach Kreuzlingen verlagert.

## Abweichende Angaben zum Unternehmen
Die Strellson AG alias Holy Fashion Group gibt ihr Gründungsdatum mit 1984 an, abweichend von dem Gründungsdatum der Mantelfabrik Friedrich Straehl & CO., aus der sie hervorging.
„Holy Fashion Group“ wird in den Medien teils als Muttergesellschaft der Strellson AG dargestellt oder als ein Unternehmen, das die Marke Strellson übernommen habe. Im Schweizer Handelsregister existiert jedoch „Holy Fashion Group“ oder „HOLY FASHION GROUP“ erst seit 2017 (Gründungsdatum 6. September 2017). Manchmal wird „Holy Fashion Group“ auch als Dachmarke bezeichnet, obwohl „Holy Fashion Group“ bzw. „HOLY FASHION GROUP“ weder in der Schweiz noch in Europa eine eingetragene Marke ist und der Marktauftritt der Marken Strellson, Windsor und Joop unabhängig von dem Namen „Holy Fashion Group“ ist.

## Marken

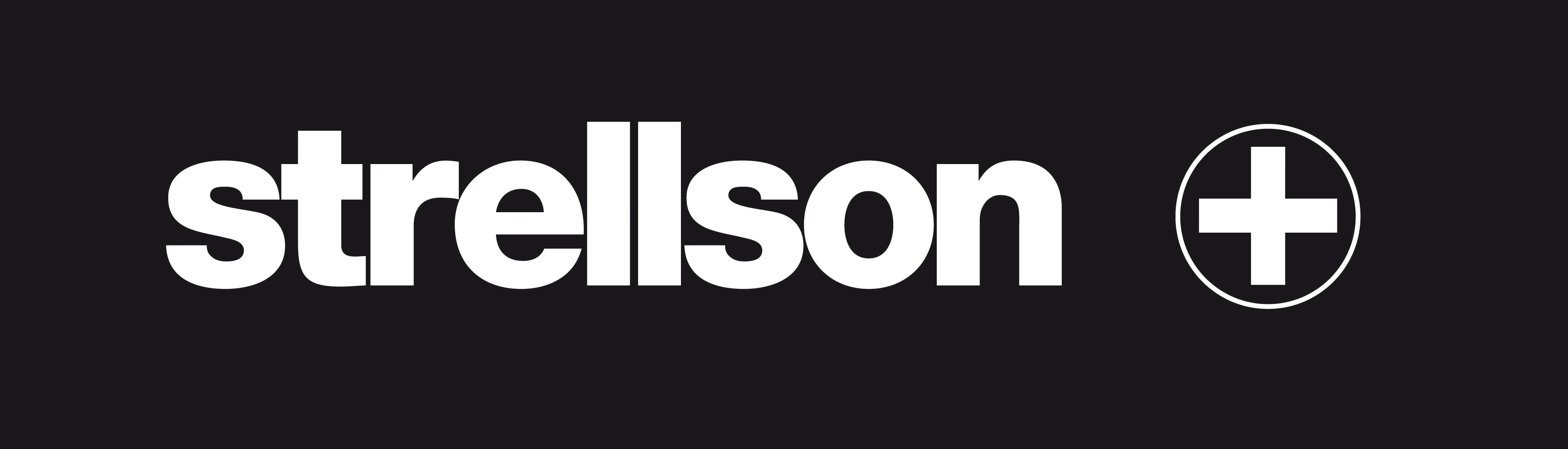
Logo der Marke Strellson

Die Strellson AG in Kreuzlingen betreut folgende Marken:
- strellson
- JOOP! men
- JOOP! women
- windsor. men
- windsor. women

Die Marke Strellson entstand 1984 mit der Strellson AG. 2003 erhöhte sich die Bekanntheit der Marke durch die „Swiss Cross Jacke“. Die Jacke, die zunächst nur in einer limitierten Auflage erschien, wurde aus alten Militärdecken gefertigt und wurde zum Verkaufsschlager. In Folge des Erfolgs lancierte Strellson zunächst das eigene Sportswear Label Swiss Cross, welches später zur Linie Strellson Sportswear wurde. 2009 und 2011 arbeitete Strellson Sportswear mit dem Pop-Art-Künstler Mel Ramos zusammen, 2011 und 2014 mit Bianchi. Im Jahr 2011 wurde in Düsseldorf der erste Flagship-Store der Marke Strellson eröffnet.
Die Strellson-Kollektion zielt heute auf junge Männer ab. Die Produktpalette umfasst vor allem Anzüge, Hosen, Hemden, Pullover, Taschen und Schuhe. Die Strellson-Produkte sind gemäss Unternehmensangabe in über 20 europäischen Ländern in Kleiderfachgeschäften erhältlich. Ausserdem wird Strellson-Bekleidung in Russland, Kanada, Hongkong und Südafrika verkauft. Strellson betreibt 61 eigene Geschäfte; internationale Standorte sind Paris, Bern, Wien und Johannesburg.
Bei Mäurer & Wirtz wird für Strellson in Lizenz eine gleichnamige Duftkollektion hergestellt.

## Arbeitsbedingungen

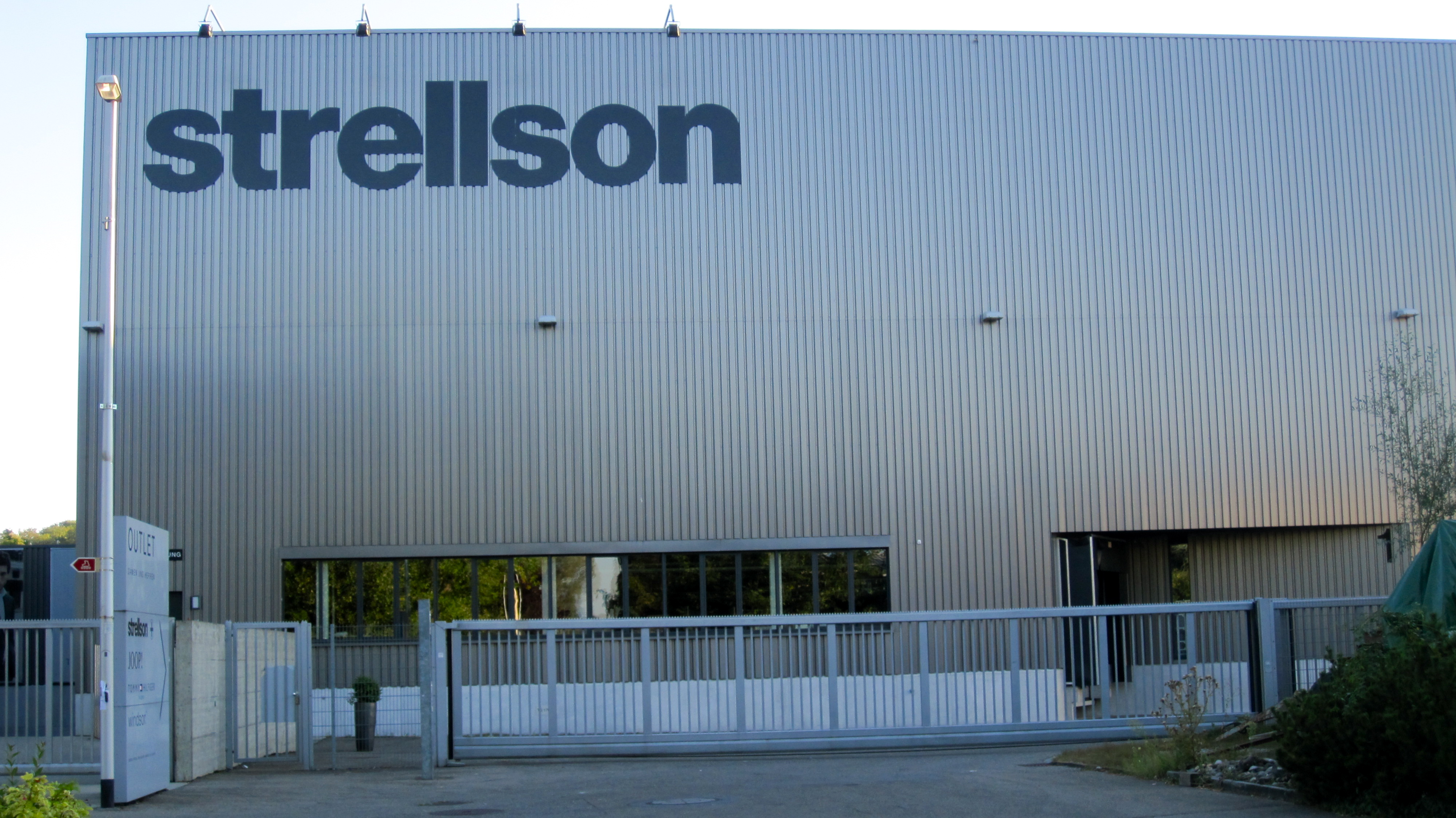
Strellson-Fabrikverkauf in Kreuzlingen

Die Nichtregierungsorganisation Erklärung von Bern verglich 2010 – zwei Jahre nach dem Beitritt der „Holy Fashion Group“ zur Business Social Compliance Initiative (BSCI) – mittels Umfragen und Internetrecherchen bei 77 Modelabels die Standards der Arbeitsbedingungen in Produktionsländern. Der Strellson-Konzern wurde dabei in die mittlere Kategorie „Einsteiger“ von fünf Kategorien eingestuft.
Die „Holy Fashion Group“ veröffentlichte einen Verhaltenskodex (Code of Conduct), der die Einhaltung von Menschen- und Arbeitnehmerrechten bei der Produktion gewährleisten solle. Dieser Kodex sei Grundlage und Voraussetzung jeder Geschäftsbeziehung zu ihren Lieferanten.